# Дірдовський Олександр Леонідович
Дірдовський Олександр Леонідович (нар. 30 серпня 1956, Київ) — український і європейський режисер, оператор, автор сценаріїв, фотохудожник.

## Життєпис
Має кілька освіт. З 1980-го року знімає документальне і наукове кіно на кіностудіях Києва, бере участь у художніх і фотовиставках. Театральний режисер. Лауреат низки міжнародних фестивалів.
Друг, спібесідник і соратник відомого київського козака, художника і філософа дядька Федося (Ф. К. Тетянича), відомого як Фрипулья, про життя і творчість якого навіть зняв фільм. У зв'язку з цим часом ідентифікує себе як фрипуліста, соратника, учня і послідовника Фрипульї, теоретика і практика фрипулізму.

## Роботи
Брав участь у створенні багатьох фільмів, фотовиставок, відеоартів, в тому числі фільму про київського філософа, художника і дивака Федора Тетянича. Всього з 1990 року зняв 40 авторських фільмів. Був автором проекту, присвяченого Марії Примаченко Зіграв у фільмі «Тільки диво»
Входить до каталогу «Guide Apollonia» (сучасне мистецтво Європи), створеного за ініціативою Ради Європи.